# Tiza

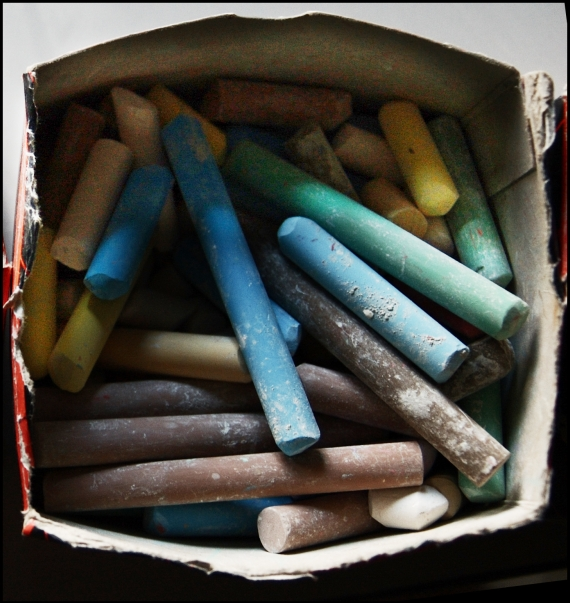
Tizas de colores

La tiza, también conocida como yeso y gis (México) o pastel, es una arcilla blanca que, preparada en barritas, se usa para escribir en las pizarras y, pulverizada, para limpiar metales y para hacer pinturas de fácil lavado. Para las pizarras individuales se usaba un pizarrín.
La ceniza y agua ha sido utilizada como pintura por varias culturas mesoamericanas.
Los gises pastel son barras concentradas de pigmento seco; comúnmente se aplican directamente sobre el soporte donde se habrá de trabajar, por lo que no se necesita pinceles ni diluyentes para su uso.
La tiza se elabora generalmente mezclando yeso con agua y algunos otros materiales tales como caolín, y se espera a que fragüe dentro de un molde especial. Una vez que la mezcla ha fraguado, se desmolda y se seca.

## Etimología
En el alto Egipto existía una isla llamada Gypso en la que abundaba el material que hoy se conoce como sulfato de calcio hemihidrato o yeso. Este material fue conocido y usado por los egipcios en sus construcciones. Por estas circunstancias, los griegos, grandes conocedores de los asuntos egipcios, a esta materia la llamaron γύψος gypsos. Después, los romanos tomaron la palabra y en el latín se dijo gypsum. De la evolución de esta voz, en castellano tuvieron origen las palabras «yeso», «aljez» y «gis». Esta última, no tuvo mucha suerte en castellano y pronto dejó de usarse para nombrar al material.
Voces similares a «gis» para nombrar al yeso sobrevivieron en otras lenguas romances de la península ibérica: en catalán guix, en gallego y asturiano xiz y en portugués giz. En estas regiones, la misma palabra pasó a nombrar al objeto que sirve para escribir en los pizarrones. De alguno de estos lugares, la palabra cruzó el océano y echó raíces en México en donde, hasta la fecha, se usa la voz «gis» para nombrarlo.
En el resto de España, por mucho tiempo prefirieron, por su color claro, el nombre de «clarión» para referirse a este objeto. Pero, durante la época virreinal, en México los españoles aprendieron la palabra náhuatl tizatl (‘tierra blanca’), y de allí se le asignó al «gis» el nombre de «tiza».